# 横井康和
横井 康和（よこい やすかず、本名・横井 康和（よこい やすかず）、1951年2月28日 - ）は京都府京都市出身のベーシスト・音楽プロデューサー・小説家。血液型はAB型。愛称はヨコチン、Yokochin。

## 沿革
1968年京都で女性2人と「（第一期）ファニー・カムパニー」を結成、MBSラジオの「MBSヤングタウン」に定期出演し、コロムビア・デノンレーベルより2枚のシングルを発表。
1970年、いったん「ファニー・カムパニー」を解散した後、「ヤングおー!おー!」の公開録画のため東京にいる時、原宿で桑名正博と出会い、「（第二期）ファニー・カンパニー」を結成、大阪弁ロックのシングル「スウィート・ホーム大阪」とアルバム「FUNNY COMPANY」をワーナー・パイオニアより発表。続いて、土屋昌巳、斉藤ノブ等と新たなバンド「ステージ・フライト」を結成したり、スタジオ･セッションの他、下田逸郎、南正人、りりィ等のバンドへ参加。
1976年4月、ロサンゼルスに移住以降は、初期の「モーテルズ」や「バーズ」の再編成に係わる他、ジャン・リュック・ポンティー他とのスタジオ・セッションを経て、自分自身のバンド「パルス」を結成。
1981年、プロダクション業務を中心としたカリフォルニア州現地法人を設立、同時に音楽プロデューサーで米永住権を取得。「ウィスキー・ア・ゴー・ゴー」、「マダム・ウォン」他で定期的なライブ活動を続けながら、「A&M」や「ベイビー･オー」等のスタジオを使って、「パルス」及び「ソロ・アルバム」のレコード原盤制作を開始。
1983年、処女短編小説「天使達の街」を永田出版の小説誌「熱血小説」新年号と2月号へ連載、それをきっかけに、音楽、プロデュースと並行して執筆活動を始める。
1991年、ジョー山中の「I Wanna Hold You Right」でミュージック・ビデオ監督デビュー（日本語バージョンは作詞も担当）。 
1995年12月、友人のハリウッド映画プロデューサー、マックス桐島と映画情報のウェブサイトを開設する際、制作を担当。以来、執筆ともども「ウェブマスター」の道を歩む。
2000年、マックス桐島との共著「ハリウッドで成功する方法」を朝日新聞社より出版。
映画情報サイト「ハリウッド最前線」がきっかけとなり、日本人作家として、またハリウッド最前線を運営する出版社の社長として、それぞれ米マイクロソフト社と日本語コンテンツのライセンス契約を結ぶなど幅広く活動した後、2013年4月よりプロダクションその他の業務から引退、それ以降は執筆等の作家活動へ専念。
2016年3月、ロサンゼルスでの40年間の生活に終止符を打ち、再び京都へ移住、現在に至る。

## 私生活
私生活面では1980年代に2度婚約をするも結婚へは至らず、初婚が2006年。その結婚生活も7年後に破局を迎え、以来、独身のままである。

## ディスコグラフィー
シングル(ファニー・カムパニー)
1. 朝の光が輝く時／霧の街角（デノン　CD-32　1969年）※「朝の光が輝く時」作曲は馬場広文、のちのばんばひろふみ
2. 冷たい風の中で／恋人達の世界（デノン　CD-60　1970年）

シングル(ファニー・カンパニー)
1. スウィート・ホーム大阪／暗闇（アトランティック　L-1113A 1972年9月）

アルバム(ファニー・カンパニー)
1. FUNNY COMPANY（アトランティック　L-8015　1973年1月）プロデュース:寺本幸司
  1. 1.魔法の気体、2.退屈はあぶくになって、3.僕もそのうち、4.今ここに僕はいる、5.スウィート・ホーム大阪、6.無意味な世界、7.午後一時ちょっとすぎ、8.冷たい女に捧げる、9.彼女は待っている、10.ある女

シングル(パルス)
1. Hold Me Tight／No Eyewitness（Mothra Corporation　MS-1001　1983年）
2. Hot Line／Coffee On My Pants（Mothra Corporation　MS-1002　1983年）

## 著書
フィクション
1. 天使達の街（永田出版　1983年）

ノンフィクション
1. ハリウッドで成功する方法（朝日新聞社　2000年）